# Anna Parzymies
Anna Parzymies (ur. 5 stycznia 1939 w Sofii) – polska arabistka, doktor habilitowana, profesor Uniwersytetu Warszawskiego.

## Biografia
Szkołę podstawową, średnią i studia skończyła w Sofii. W latach 1957–1962 studiowała na Wydziale Filologii Tureckiej Uniwersytetu Sofijskiego (Софийски университет „Св. Климент Охридски – turkologia i bułgarystyka). Od 1962 przez 3 lata była stypendystką rządu bułgarskiego w Instytucie Języków Żywych na Uniwersytecie w Tunisie (Institut Bourguiba des Langues Vivantes w Tunisie – arabistyka). W 1971 otrzymała tytuł magistra na Wydziale Filologii Obcych Uniwersytetu Warszawskiego. W latach 1971–1973 pracowała w bibliotece Instytutu Afrykanistyki UW.
Pracę doktorską obroniła w 1978 na Uniwersytecie Jagiellońskim w Krakowie. W tym samym roku rozpoczęła pracę jako adiunkt w Zakładzie Arabistyki i Islamistyki Instytutu Orientalistycznego UW.
W 1992 nadano jej stopień doktora habilitowanego nauk humanistycznych w zakresie językoznawstwa – turkologii na podstawie dzieła Język protobułgarski. Przyczynek do rekonstrukcji na podstawie porównań turecko-słowińskich.
Jej mężem jest Stanisław Parzymies, matka Pawła i Andrzeja.

## Specjalizacja, działalność
Główne zainteresowania naukowo-badawcze koncentruje przede wszystkim na kontaktach językowych ludów tureckich i słowiańskich oraz na kulturze społeczności islamskich. Jest założycielką Zakładu Islamu Europejskiego na Wydziale Orientalistycznym Uniwersytetu Warszawskiego – Zakład powstał w 1995, a Anna Parzymies kierowała nim do 2009. Wśród wypromowanych przez nią doktorów znalazł się Michał Łabenda (2006).
Twórczyni i założycielka Wydawnictwa Akademickie DIALOG – polskiego wydawnictwa założonego w 1992, publikującego przede wszystkim książki o tematyce orientalnej (publikacje związane z Afryką i Azją, ale też literaturę europejską).
Anna Parzymies jest specjalistką z trzech zakresów zagadnień:
1. Islam w Europie (chodzi głównie o mniejszości maghrebskie we Francji, Czeczenów, Inguszy, Tatarów i innych wyznawców islamu w Rosji oraz Albańczyków i bośniackich muzułmanów na Bałkanach);
2. Socjolingwistyka arabska, ze szczególnym uwzględnieniem wpływu języka tureckiego na mówiony język arabski;
3. Metodologia językoznawstwa historycznego, z naciskiem na grupy języków ałtajskich.

## Nagrody, odznaczenia
- 2009 – nagroda UNESCO/Sharjah – za wkład w promowanie i upowszechnianie kultury arabskiej[3]. Oficjalne wręczenie nagrody odbyło się 9 lutego 2010 w siedzibie UNESCO w obecności Dyrektora Generalnego UNESCO[4].
- 2018 – Krzyż Oficerski Orderu Sztuki i Literatury (Francja)[5]